# Rio do Prado
Rio do Prado est une municipalité brésilienne de l'État du Minas Gerais et la Microrégion d'Almenara.